# موت دماغي
الموت الدماغي (بالإنجليزية: brain death)‏ هو تعريف قانوني للموت وظهر في الستينيات من القرن العشرين نتيجة تطور إمكانيات الإنعاش في المحافظة على التهوية الدورة الدموية. التعريف المبسط للموت الدماغي هو التوقف اللامعكوس لكامل نشاط الدماغ، بما في ذلك قدرته على التحكم اللاإرادي بالوظائف الحيوية، نتيجة موت عصبونات الدماغ والقطع الرقبية العليا للنخاع؛ بسبب توقف الدورة الدموية والأكسجة، مع استمرار نشاط الدورة الدموية والتهوية بفضل التهوية الآلية المستمرة. يجب عدم الخلط بين الموت الدماغي والحالة الإنباتية المستديمة.
الموت الدماغي هو الفقدان الكامل لوظائف الدماغ بحيث يتعذر علاجه (بما يتضمن النشاطات اللاإرادية اللازمة للحياة). وهو أحد الطريقتين لتحديد الموت بناءً على القانون الموحد في الأمم المتحدة (الطريقة الأخرى لتحديد الموت هي التوقف النهائي للوظائف الدورانية والتنفسية). وهو حالة مختلفة عن الغيبوبة المتواصلة التي يعد الإنسان فيها على قيد الحياة.
يتم اعتبار الموت الدماغي تشخيصاً كافياً لانتهاء حياة الإنسان قانونيًا ويصدر بحقه شهادة وفاة. عدة أجزاء من الدماغ يمكن أن تبقى حية وتستمر بالقيام بوظائفها على الرغم من تضرر أجزاء أخرى منه، ومصطلح «الموت الدماغي» يشتمل على أكثر من جزء على الرغم من أننا بالعودة إلى القاموس الطبي المعتمد نجد أنه يعني موت المخ بشكل رئيسي إلا أن المكتبة الوطنية الأمريكية للطب (MeSH) عرفت الموت الدماغي بما يتضمن تلف الجذع الدماغي أيضًا.
التفريق بين التعريفين مهم جدًا، فمثلًا عند تلف المخ للشخص المصاب مع سلامة الجذع يمكن أن يستمر نبض القلب والتهوية في الجهاز التنفسي دون مساعدة أي نشاط لاإرادي بينما في حالة الموت الدماغي الكامل أي تلف الجذع أيضًا لا يمكن استمرار هذه الوظائف دون الاستعانة بأجهزة للمحافظة على الحياة.
الأشخاص المشخصين بالموت الدماغي يمكن خضوعهم لعمليات إزالة للأعضاء لغايات التبرع بها، بالمقابل لا تجد الفكرة تقبل عند العديد بل هناك من يعمل على حصر التبرع بمن يتم تشخيصه بالموت الدماغي إضافة لموت القلب والجهاز التنفسي (الموت الكامل) مما يصعب توفير عمليات زراعة الأعضاء لمن هم بحاجة لها.

## الوفاة من الناحية القانونية
عادة تعد الوفاة من الناحية الطبية والقانونية التعطل النهائي لبعض وظائف الجسم الحيوية كالتنفس والنبض خاصةً. لكن مع تطور الطب في إنعاش المرضى المشخصين بتوقف التنفس، كالنبض أو العلامات الحيوية الأخرى كان لا بد من استحداث تعريف جديد للوفاة، مما زاد الحاجة لاستخدام الأجهزة للحفاظ على حياة المرضى وارتفاع القدرة والحاجة لزراعة الأعضاء. منذ الستينيات تم سن قانون لتحديد حالات الموت (الحالات التي تصدر لها شهادة وفاة) ليتم تنفيذه بجميع الدول مع تفعيل برنامج زراعة الأعضاء. كانت فنلندا أول الدول الأوروبية التي صنفت الموت الدماغي كحالة وفاة للإنسان، في عام 1971. قامت كانساس في الولايات المتحدة بسن قانون مشابه.
في السبعينيات قامت المحكمة العليا لولاية نيوجيرسي بمنح المرضى وأهاليهم الحق بالاختيار بين إزالة الأجهزة الداعمة للحياة أو إبقائها.
قامت لجنة آد هوك في هارفارد عام 1968 بنشر تقرير محوري لتعريف الغيبوبة الدائمة. تم الإجماع على المعايير اللازمة في هارفارد تدريجيًا لنصل إلى ما يعرف الآن بالموت الدماغي. عام 1976 بعد حادثة كارين آن كوينلان قام المجلس التشريعي في الولايات المتحدة بالموافقة على تصنيف الموت الدماغي كمؤشر للموت. سنة 1981 أصدرت اللجنة الرئاسية تقرير لتحديد حالات الموت من الناحية الطبية، القانونية والأخلاقية  والذي يرفض اعتبار موت الأجزاء العلوية من الدماغ كموت الدماغ بشكل كامل. يعدّ هذا التقرير الأساس للقانون المعمول به في تحديد حالات الموت في 39 ولاية في الولايات المتحدة والتي تخضع لعملية توحيد المعايير فيها.
اليوم، كلا اللَجان القانونية والطبية في الولايات المتحدة تستخدم مصطلح الموت الدماغي كتعريف قانوني للموت النهائي للفرد، ما يصنف الفرد كمتوفى حتى وإن كانت الأجهزة الطبية تحافظ على عمليات الأيض في الجسم فاعلة. عام 1995 قامت الكلية الملكية للأطباء في المملكة المتحدة برفض الإدعاء الحاصل عام 1979 بأن الفحوصات التي نشرت عام 1976 تكفي لتشخيص الموت الدماغي واقترحت تعريف جديد للموت بأنه الفقدان النهائي لوظائف جذع الدماغ. هذا التعريف الجديد، أي فقدان القدرة على الوعي والتنفس التلقائي بالإضافة لاختبارات 1976 تم اعتمادها كأساس لإصدار شهادة الوفاة لأغراض التبرع بالأعضاء.

## المعايير الطبية
من المهم أي يكون أفراد العائلة والمتخصصون بالرعاية الصحية على دراية تامة ببعض الحركات الطبيعية والتي تعرف بمتلازمة لازاروس التي تحدث في حالة الموت الدماغي للشخص والإبقاء على وظائفه الحيوية من خلال الأجهزة الطبية. الخلايا الحية التي تحافظ على استمرار هذه الوظائف ليست خلايا دماغية أو خلايا خاصة بجذع الدماغ بل هي خلايا من الحبل الشوكي. في بعض الأحيان هذه الحركة لوظائف الجسم تعطي أمل كاذب لعائلة المريض.
خلال التشخيص السريري الفيزيائي للأفراد المشخصين بالموت الدماغي لا يكون هناك أي دليل حيوي على فاعلية عمل وظائفهم الدماغية. يتضمن ذلك عدم الاستجابة للألم وتوقف ردات الفعل التي يعد الدماغ المسؤول عنها، كاستجابة الحدقة (أي ثبات الحدقتين), الاستجابة العينية الدماغية، استجابة القرنية، وايضا لا يكون هناك استجابة لاختبارات الحرارة ويتوقف التنفس التلقائي. يوجد بعض الحالات التي يصعب التمييز بينها وبين الموت الدماغي مع ضرورة ذلك كاستعمال جرعة زائدة من البربيتوريك (حامض مسكن), أو جرعات زائدة من الكحول أو من المهدئات، انخفاض درجة حرارة الجسم، نقص سكر الدم، الغيبوبة والحالات الغيبوبة المزمنة. بعض المرضى الفاقدين للوعي يعودون إلى حالتهم السابقة قبل الغيبوبة أو كحالة قريبة لها، وبعض المرضى الذين يعانون من خلل عصبي شديد غير عكسي تبقى لديهم القدرة على أداء بعض الوظائف الدماغية الاساسية مثل التنفس التلقائي، على الرغم من فقدان وظائف قشرة الدماغ وجذعه وهذه الحالة تسمى (انعدام الدماغ).
لاحظ أن النشاطات الكهربائية في الدماغ من الممكن أن تتوقف بشكل كامل أو تنخفض لدرجة لا يمكن الكشف عنها باستخدام معظم الأجهزة. يكون شكل ال EEG في هذه الحالة كخط مستقيم، كما هو الحال في التخدير القوي وتوقف القلب.
على الرغم من أن الولايات المتحدة لا تعدّ اختبار ال EEG متطلبا لتحديد الموت إلا أنها تعده عاملا مؤكدا عليه، على عكس المملكة المتحدة التي لا تعدّه كذلك لأن أي نشاط يعود لأجزاء من الدماغ فوق الجذع النخاعي لا علاقة لها في تشخيص الموت.
تشخيص الموت الدماغي يجب أن يكون دقيقاَ جداَ حتى يتم التأكد أن الوظائف الحيوية توقفت بلا عودة. المعايير القانونية تتفاوت في ذلك لكن بشكل عام تحتاج فحوصا عصبية من خلال طبيبين مختلفين. هذه الفحوصات يجب أن تظهر تعطل تام ونهائي لوظائف الدماغ (بالإضافة لوظائف جذع الدماغ في المملكة المتحدة)، بالإضافة إلى فحصين منفصلين لل EEG خلال 24 ساعة (في بعض الدول إذا كان السبب في العطل الدماغي ضرر جسدي واضح لا يكون هناك حاجة لكل هذا الوقت). 
يجب أن يتواجد المريض تحت درجة حرارة طبيعية وأن يكون جسده خالياَ من الأدوية التي تثبط عمل الدماغ عند إجراء فحوصات الEEG .
فحص النوكليد المشع: يظهر عدم تدفق للدم في الجمجمة. عندما يظهر هذا الاختبار انعدام التدفق للدم يجب أن يتم الاستعانة بفحوصات إضافية كتورم الدماغ المؤقت، فهذا الفحص وحده قد ينتج عنه خطأ خلال ال72 ساعة الأولى، فالمريض قد يستعيد صحته إن أعطي وقتاَ إضافياَ. عام 2008 حصل خطأ بنتيجة الفحص لزاك دنلاب بسبب الوذمة الدماغية بشكل مؤقت (تجمع سائل أصفر على الدماغ).
التصوير المقطعي للأوعية الدماغية غير مطلوب وغير فعال في التشخيص.

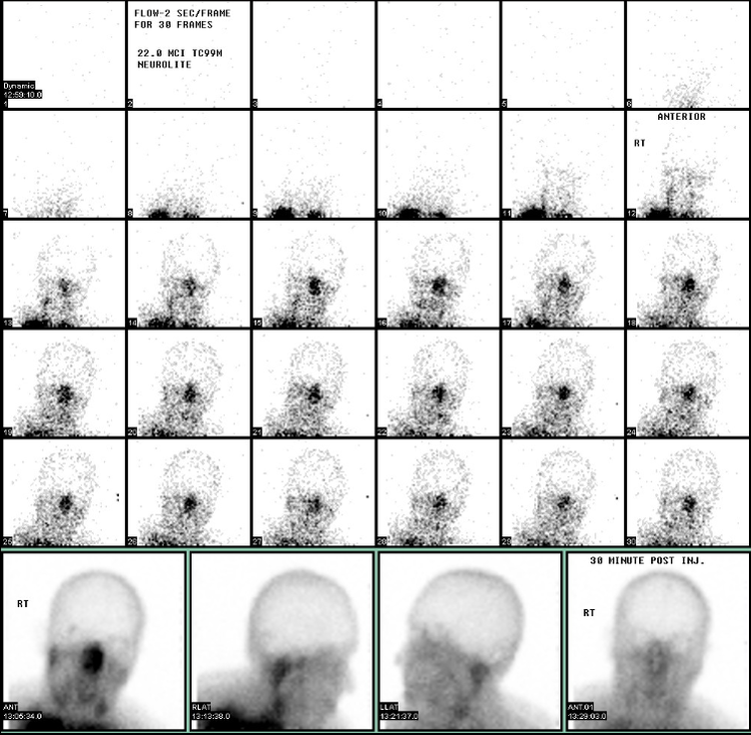
مسح النويدات المشعة: لا تدفق للدم داخل الجمجمة وعلامة "الانف الساخن".

## التبرع بالأعضاء
يعدّ تشخيص الموت الدماغي كحالة تسمح بإصدار شهادة وفاة لها، مع ذلك يجب أن يفهم جيدًا بأنها حالة مختلفة عن الموت البيولوجي المتعارف عليه عالميًا. استخدام الأجهزة الطبية للمحافظة على وظائف الأعضاء الحيوية للأفراد المشخصين بالموت الدماغي يجعل لهم الأولوية بالتبرع ويتم الإستمرار باستخدامها ريثما يتم الانتهاء من إزالة الأعضاء من المتبرع، يعدّ التاريخ المسجل لموت الدماغ هو التاريخ الرسمي لإعلان الوفاة للمتبرع.
في بعض الدول (مثل إسبانيا، بولندا، ويلز، البرتغال، فرنسا) يتم اعتبار أي إنسان مشخص بالموت الدماغي كمتبرع تلقائيًا، على الرغم من ذلك تضمن بعض السلطات القضائية في (سنغافورة، إسبانيا، ويلز، فرنسا، جمهورية التشيك، البرتغال) الحق بالانسحاب من نظام التبرع. في مناطق أخرى تعدّ موافقة الأهل أو أحد الأقارب ضرورة لقبول التبرع بالأعضاء. في نيوزلاند، أستراليا، المملكة المتحدة (باستثناء ويلز) ومعظم الولايات في الولايات المتحدة يتم سؤال السائقين عن رأيهم بالتسجيل في نظام التبرع بالأعضاء.
في الولايات المتحدة إذا توفى أو قارب أحد المرضى على الوفاة يجب على المستشفيات إبلاغ منظمة التبرع بجميع بيانات الشخص والمحافظة عليه ريثما يتم تقييمه لإمكانية التبرع. يتم الإبقاء على أجهزة الإنعاش حتى يتم إزالة العضو من المتبرع، إذا أبدى أحد المرضى رفضه لاستخدام أجهزة الإنعاش مسبقًا للرعاية الصحية مع تقبله للتبرع بالأعضاء قد لا ينجح هذا التبرع لبعض الأعضاء الحيوية كالقلب والرئتين.

## مراحل مفهوم الموت للدماغ
1. موت المخ: أو موت قشر الدماغ ويسمى بالحالة الإنباتية وهو موت خلايا القشرة المخية المسؤولة عن الوظائف العليا عند الإنسان دون أن تتأثر المراكز الدماغية المسؤولة عن العمليات الحيوية كالتنفس وعمل القلب.
2. موت جذع الدماغ: أو ما يسمى بالحياة غير المستقرة أو حركة الذبوح.وهو موت الجزء الذي فيه مراكز عصبية تنظم ضربات القلب وتنظم عمليات التنفس.
3. موت الدماغ: أي توقف النشاط الكهربائى للدماغ كلية.

## الموت الدماغي ونقل الأعضاء
قانونياً (في بعض الدول) يمكن ازالة أعضاء الميت دماغيّا ونقلها إلى من يحتاجها من المرضى بشرط أن يتم إبقاء الميت دماغيا تحت التنفس الاصطناعي وإبقاء ضغط الدم في الحدود الطبيعية وقد يتم استخدام بعض الأدوية.و يتطلب موافقة المريض الخطية أو موافقة الوصي القانوني عليه ويتم نقل الأعضاء للمرضى المتقاربين معه بالنواحي الجينية حسب وزمرة الدم وتكون الأولوية بالطبع للمرضى أصحاب الأقدمية على لائحة الانتظار.

## مواضيع متعلقة
- غيبوبة
- الموت
- موت سريري
- حالة إنباتية مستديمة
- فحص بمساعدة شريك